# 849 v.Chr.
Het jaar 849 v.Chr. is een jaartal volgens de christelijke jaartelling.

## Gebeurtenissen

### Palestina
- Koning Joram van Israël en Josafat van Juda bestrijden de Moabieten.
- Koning Josafat sluit met Joram een vredesverdrag en bouwt een handelsvloot.
- Joram van Juda bestijgt de troon van het koninkrijk Juda.

## Overleden
- Ahazia, koning van Israël
- Josafat, koning van Juda